# 勤式指導所
勤式指導所（ごんしきしどうしょ）とは、かつて浄土真宗本願寺派が西本願寺の境内（門徒会館）にあった勤式（尊前において行う勤行、儀式作法）の練習・研究及び育成指導などを行う施設である。2024年3月を以て廃止された。

## 概要
浄土真宗本願寺派の勤式の指導及び普及、勤式講習会の開催、研究生及び練習生の育成指導、勤式に関する声明集その他の文章に関する事、勤式指導員に関する業務などを行なっていた。

## 設置課程
勤式研究生及び練習生の育成指導の為、以下の課程を設置していた。（2024年廃止当時）

### 練習生課程
- 定員 50名程度
- 講義内容　声明・正信偈・礼讃・読物・作法・法式故実・声明講讃・実践運動・法要行事の実習他
- 応募資格　本願寺派僧侶、満20歳以上、当所練習生課程未修了者。
- 練習生課程修了試験合格者は本人の願い出により、法務員資格試験を免除される。

### 研究生課程
- 定員 50名程度
- 講義内容 声明・正信偈・礼讃・読物・作法・雅楽・法式故実・声明講讃・法要行事の実習・雅楽実習他
- 応募資格 本願寺派教師を有する者、法務員資格試験合格者、当所研究生課程未修了者。
- 研究生課程修了試験合格者は本人の願い出により、特別法務員資格試験を免除される。

## 沿革
- 1880年（明治13年） - 西本願寺第21世法主大谷光尊、大津三井寺山内の光浄院に梵唄練習場を開設
- 1881年（明治14年） - 練習場を本願寺奉仕局内へ移転する事が決定、阿弥陀堂北側の旧学林の建物を永春館跡に移築し、その竣工まで大谷本廟茶所に仮設。
- 1887年（明治20年） - 西本願寺内の結衆詰所を勤式練習場とする
- 1922年（大正11年） - 西本願寺に勤式練習所を開設
- 1949年（昭和24年） -「竜谷勤行要集」を発行
- 1949年（昭和24年） -勤式指導所規程が定まり、勤式練習所から勤式指導所に改称
- 1952年（昭和27年） -「新制勤行聖典」を発行
- 1952年（昭和27年）  -研究生課程を設置
- 1954年（昭和29年） -「声明集解説」を発行
- 1972年（昭和47年） -「浄土真宗本願寺派檀信徒勤行経典」を発行
- 1978年（昭和53年） -「龍谷勤行要集（改訂第2版）」を発行
- 1986年（昭和61年） -「浄土真宗本願寺派葬儀規範勤式集」を発行
- 1996年（平成 8年） -「表白集（蓮如上人500回遠忌法要記念）」を監修
- 1999年（平成 9年） -「浄土真宗本願寺派　法式規範」を発行
- 2001年（平成11年） -「龍谷勤行要集（改訂第3版）」を発行
- 2003年（平成15年） -「勤式集 : 浄土真宗本願寺派」を発行
- 2005年（平成17年） -「浄土真宗本願寺派法式規範 別冊」を発行
- 2007年（平成19年） -「浄土真宗本願寺派 法式規範（増補版）」を発行
- 2007年（平成19年） -「葬儀勤行集 : 浄土真宗本願寺派」を発行
- 2008年（平成20年） -「西本願寺在家勤行 お経CD」を読誦、発行
- 2009年（平成21年） -「浄土真宗本願寺派葬儀規範」を発行
- 2024年（令和6年）　‐門徒会館の閉所により廃止。同年より「中央仏教学院研究科勤式課程」が新設され、従来の勤式練習生・研修生課程に代わり法務員・特別法務員の養成を担う。

## 住所
- 京都市下京区堀川通花屋町本願寺北境内地門徒会館（廃止当時）